# Ashwell, Rutland
Ashwell är en by och en civil parish i Rutland i England. Orten har 269 invånare (2011). Byn nämndes i Domedagsboken (Domesday Book) år 1086, och kallades då Ex(e)welle.